# Tryck opp i topp
Tryck opp i topp är en film om ett duktigt men föga framgångsrikt popbands (Mascots) vedermödor för att nå toppen, det vill säga en plats på Tio i topp. Regi, film och teknik av Lasse Hallström. Filmen visades i TV den 4 januari 1967.